# Gaius Julius Vindex
Gaius Julius Vindex was een Aquitanische Galliër, Romeins senator (wat mogelijk was omdat Claudius Galliërs tot de senatoriale stand toeliet) en gouverneur onder het bevel van Galba in Gallia Lugdunensis en gevestigd in Lugdunum (het huidige Lyon). Hij speelde een belangrijke rol in de aanloop naar het beruchte Vierkeizerjaar 69.
In maart 68 begon Vindex een opstand tegen de corrupte regering van Nero. Hij vond grote steun onder de lokale bevolking die zich onderdrukt voelde en wist een legermacht van ongeveer 100.000 man op te bouwen. Aangezien hij besefte dat hij kansloos was ooit als keizer van Rome geaccepteerd te worden, vroeg hij de steun van Galba, die dit toezegde. Vindex' leger rukte op en nam Lugdunum (Lyon) in. Vervolgens trokken ze in de richting van Vesontio (het huidige Besançon). Het nieuws van het enorme leger van Vindex bereikte Rome en veroorzaakte grote paniek, terwijl Nero's steun in Rome snel afbrokkelde.
Vindex' leger werd in mei bij Vesontio geconfronteerd met de legioenen van Lucius Verginius Rufus, die trouw gebleven was aan Nero en oprukte om Vindex' opstand te onderdrukken. Na mislukte onderhandelingen tussen Vindex en Rufus, werd Vindex' leger verslagen waarbij hij om het leven kwam.